# Private press

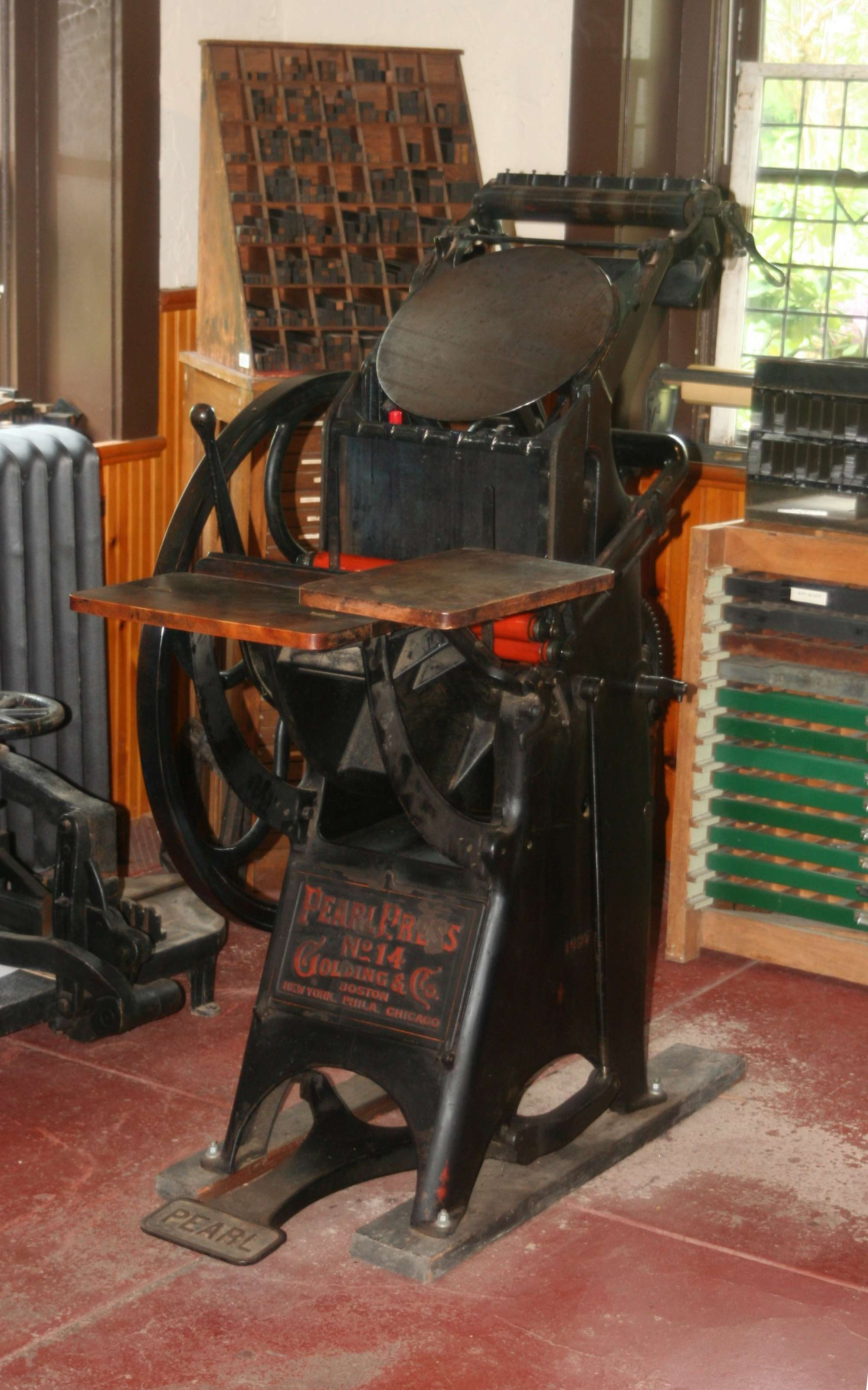
Traditionele private press-inrichting

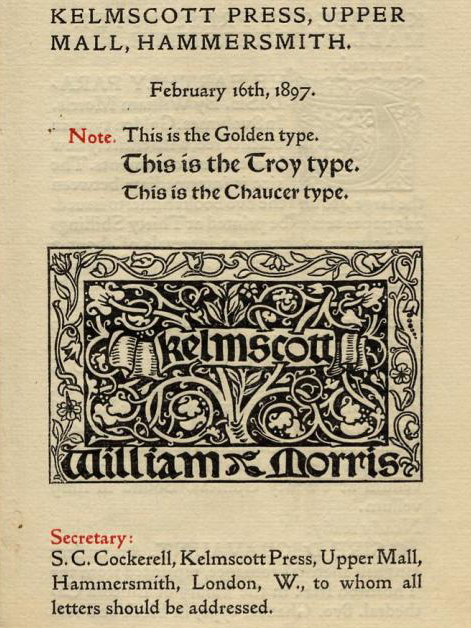
Reclameblad voor The Kelmscott Press, 1897

Een private press is een privé-uitgeverij. Het is een term gebruikt in de kring van boekenverzamelaars die van uitgelezen uitgevers en drukkerijen in kleine oplagen gedrukte artistieke en op bijzondere typografische wijze gedrukte boeken bijeenbrengen, kort gezegd verzamelaars van bibliofiele boeken. Private presses zijn letterlijk gesproken privé-drukpersen; een meestal in een woning opgestelde zetterij en drukpers worden gebruikt om naar eigen inzicht fraai drukwerk te maken, meestal zonder commercieel oogmerk.

## Geschiedenis
In Engeland waren William Morris en Sir Emery Walker rond 1890 de eerste uitgevers die op deze wijze artistieke uitgaven op de markt brachten. Morris begon met zijn Kelmscott Press en Walker was verbonden met de Arts and Crafts Exhibition Society. Morris werd sterk beïnvloed door middeleeuwse gedrukte boeken en de Kelmscott-stijl had een grote invloed op latere private presses en commerciële boekontwerpen. De boeken werden idealiter gemaakt met materialen van hoge kwaliteit (handgeschept papier, traditionele inkten en speciaal ontworpen lettertypen); vaak waren ze handgebonden. Zorgvuldige aandacht werd gegeven aan de opmaak, paginaontwerp, illustraties en boekband.
De eerste Nederlandse bibliofiele uitgeverij was De Zilverdistel, gesticht in 1910 door de schrijvers Jan Greshoff en P.N. van Eyck. Later trad de meer praktisch ingestelde ambtenaar J.F. van Royen toe, en hij was het die in 1915 begon met het zelf zetten en drukken, waarbij hij geïnspireerd werd door de belangrijkste Engelse persen die op dat moment actief waren, zoals The Doves Press. De vormgeving was ontleend aan die van de incunabelen, de vroegste met losse letters gedrukte boeken.
Door de depressie van de jaren 1930 nam de vraag naar deze speciale uitgaven af: de grote vooroorlogse privépersen vervaardigden slechts kostbare, prachtig verzorgde boeken die slechts enkelen zich konden veroorloven.
Van een ander kaliber was De Marnix-Pers, die bestond van 1932-1946. Deze drukkerij was een hobby van een boekhandelaar, P.J. Venemans en zijn broer B.A. Venemans, een theologiestudent. Hoewel P.J. in 1933 werkzaam werd bij boekhandel Rozenbeek in Hilversum, waar hij samen met Rozenbeek een professionele uitgeverij (Rozenbeek en Venemans Uitgeversbedrijf N.V.) opzette, bleef hij samen met zijn genoemde broer de hobby van de Marnix Pers uitoefenen. B.A. bleef ondanks zijn vertrek naar Friesland, waar hij als predikant beroepen was, bij de Marnix Pers betrokken, hetgeen ook blijkt uit de later verschenen Friestalige uitgaven.
De vormgeving van de Marnix-Pers was weinig pretentieus en sloot aan bij die van de jaren dertig. Gaandeweg leerden de drukkers het vak beter. De meeste producten van de pers waren gelegenheidsuitgaven in kleine oplage die kosteloos werden verspreid.

## Tweede Wereldoorlog
Gedurende de Tweede Wereldoorlog leefde de privépers op vanwege de restricties die de bezetter en daarmee ook de nationaalsocialistisch geworden overheid aan schrijvers en uitgevers oplegde. Omdat veel mensen behoefte hadden aan het 'vrije woord' ontstond er een groot publiek dat belangstelling had voor clandestiene publicaties. De standaardbibliografie van tijdens de oorlog verschenen ondergrondse literatuur, die veelzeggend onder de titel verscheen Het vrije boek in onvrije tijd, telt zo'n 1000 boeken (veel poëziebundels) gepubliceerd van 1942-1945, waarvan een groot deel als privé-uitgaven te beschouwen is. De vormgeving van deze stroom publicaties was divers. Veel boeken onderscheidden zich uiterlijk niet van het commerciële drukwerk van de jaren dertig en veertig, maar er zijn ook opvallende vernieuwers onder de privé-uitgevers van de oorlogsjaren. De belangrijkste van hen was zonder twijfel Hendrik Werkman, wiens commerciële drukkerij geleidelijk was verlopen, en die zich als kunstenaar met druktechnieken was gaan manifesteren. Met zijn privépers 'De Blauwe Schuit' slaagde Werkman erin zo'n veertig zeer verschillende uitgaven te produceren met een geheel eigen vormentaal, veelal anti-Duits van inhoud, tot hij in 1945 gearresteerd werd en kort voor het eind van de oorlog door Nederlandse SD-ers vermoord.

## Naoorlogse neergang en opleving
Na 1945 droogde de belangstelling voor privépersen op. Intussen traden er allerlei ontwikkelingen op die het boek van binnen en van buiten zouden veranderen. Er werden veel méér boeken geproduceerd (pockets, strips) op meer verschillende gebieden, de techniek ontwikkelde zich en in de korte periode 1965-1985 verdween het lood als meest gebruikte lettermateriaal vrijwel geheel uit de commerciële drukkerswereld: offset werd de standaard. Ook het handwerk en het hoogontwikkelde machinale zetten met linotype en monotype maakte in een oogwenk plaats voor computerzetwerk. Het boek werd steeds goedkoper, uitgevers, boekhandels en aanverwante bedrijven centraliseerder en werden steeds groter. De televisie eiste steeds meer tijd op ten koste van het lezen.
Er bestond echter nog wel belangstelling voor bibliofilie, en de bevrijding zag ook de oprichting van een nieuwe privé-uitgeverij, Stichting De Roos, die zich ten doel stelde enkele malen per jaar een boek in de mooist mogelijke vormgeving te produceren, met de beste materialen, met teksten van belangrijke auteurs en ontworpen door grote eigentijdse kunstenaars - en dat in een vaste oplage van 175 genummerde exemplaren. De leden van de stichting verplichtten zich alle uitgaven te kopen tot ze hun lidmaatschap opzegden. De bekendste (en kostbaarste) uitgave is het boek Regelmatige vlakverdeling van M.C. Escher (1958). De Stichting De Roos bestaat nog steeds.
Ondertussen ontstonden er twee verschillende stromingen van privépersen. Enerzijds waren er mensen die het esthetische, klassiek vormgegeven boek in het geweld van de nieuwe ontwikkelingen van de boekindustrie teloor zagen gaan en daarom zelf een pers met lettermateriaal aanschaften om zelfgekozen teksten op te drukken. De eerste privépersen van deze stroming waren de Zondagsdrukker(s) (1954-1992) van uitgever Reinold Kuipers, de Tuinwijk Pers (1957-1972) van graficus Sem Hartz en de Renildis Handpers van leraar Nederlands/graficus Maurice Laudy (1957-1995). De andere stroming richtte zich meer op het beeld: hetzij de klassieke geïllustreerde boeken van de Arethusa Pers (Herber Blokland, actief van 1959-2002), hetzij de experimenten met druktechnieken van bijvoorbeeld Frans de Jong, die begon in 1966.
Sindsdien is er een opleving van de belangstelling, met name onder kunstenaars. In Nederland werd in 1975 de Stichting Drukwerk in de Marge opgericht, van kleine drukkers en uitgevers, die op een experimentele manier gebruikmaken van hun boekdruk- en handboekbinderij voor het produceren van kleine oplages van artistieke boeken. In 2005 telde de stichting ongeveer 560 contribuanten, van wie er zo'n 175 actief waren als drukker of uitgever. De actieve leden drukken voor het merendeel in de zogenaamde hoogdruktechniek: met loden letters op (historische) boekdrukpersen. Het gaat vaak om bibliofiele uitgaven, hetgeen ook het geval is bij verschillende soorten kunstenaarsboeken.
Een grote tentoonstelling onder de titel 'Het Ideale Boek' in Museum Meermanno bood een panorama van de Nederlandse private presses in de laatste eeuw en leverde het materiaal voor het standaardwerk Het ideale boek. Honderd jaar private press in Nederland 1910-2010 onder redactie van Paul van Capelleveen, de belangrijkste Nederlandse deskundige op het gebied van de bibliofilie.

## Private presses (selectie)

### Nederland
- De Zilverdistel opgericht in 1909 door Jan Greshoff, J.C. Bloem en P.N. van Eyck
- De Heuvelpers 1926-1935 geleid door S.H. de Roos
- De Kunerapers 1932-1942 van J.F. van Royen
- De Marnixpers 1932-1946 van P.J. en B.A. Venemans
- De Blauwe Schuit, clandestiene uitgeverij, 1942-1945, van drukker Hendrik Nicolaas Werkman
- Stichting De Roos vanaf 1945
- Sub Signo Libelli, van  Ger Kleis, Geesbrug, 1974-2010
- Regulierenpers, opgericht door Ben Hosman, 1984-1996

### Overig
- The Kelmscott Press van William Morris, Hammersmith, 1891-1898
- The Mosher Press van Thomas Bird Mosher in 1891 in Portland, Maine
- Roycroft Press van Elbert Hubbard in 1895
- The Doves Press van T.J. Cobden Sanderson en Emery Walker in 1900
- Dun Emer Press van Elizabeth Yeats in 1903
- Ernst-Ludwig-Presse in 1907 gesticht door groothertog Ernst Lodewijk van Hessen-Darmstadt
- Bremer Presse, in Bremen, 1911-1934
- Gregynog Press, gesticht in Wales in 1922 door Gwendoline en Margaret Davis
- The Golden Cockerel Press van Harold Midgley Taylor, opgericht in 1920
- The Nonesuch Press van Francis en Vera Meynell en David Garnett, Londen, 1922- ca 1965
- Rampant Lions Press van Will Carter en zijn zoon Sebastian, 1924-2008
- Hours Press van Nancy Cunard, La Chapelle-Réanville, Normandië, 1928-1931
- Cranach Presse van Harry Graf Kessler, Weimar, 1913-1931
- Ernst Engel Presse, van Ernst Engel, 1919-1995 (waarvan 1952-1995 voortzetting door zijn leerling Walter Stähle)